# Fredericellidae
Famille
Les Fredericellidae sont une famille de bryozoaires de l'ordre des Plumatellida.

## Liste des genres
Selon World Register of Marine Species (28 septembre 2019) :
- genre Fredericella Gervais, 1838
- genre Internectella Gruncharova, 1971